# Кызыл-Килиса
Кызыл-Килиса (груз. ყიზილქილისა) — село в Грузии, в Цалкском муниципалитете мхаре (крае) Квемо-Картли. Село находится на высоте 1580 метров над уровня моря, его населяет 1252 человек (2014 год) С турецкого название села переводится как Красный Монастырь. В 1830—1840 годах в селе построена церковь Пресвятой Богородицы. В 1907—1908 годах открыта церковно-приходская школа. Во время русско-турецкой войны 1828 года из Османской империи, в частности из села Кызыл-Килиса, были переселены в Российскую империю (Грузия) часть армян.